# Kostolná Ves
Kostolná Ves (bis 1927 slowakisch auch „Kostolnejsa“; deutsch Kostolnadorf, ungarisch Kisegyházas – bis 1907 Kosztolnafalu) ist eine Gemeinde in der West-Mitte der Slowakei mit 499 Einwohnern (Stand 31. Dezember 2024), die zum Okres Prievidza, einem Teil des Trenčiansky kraj, gehört.

## Geographie

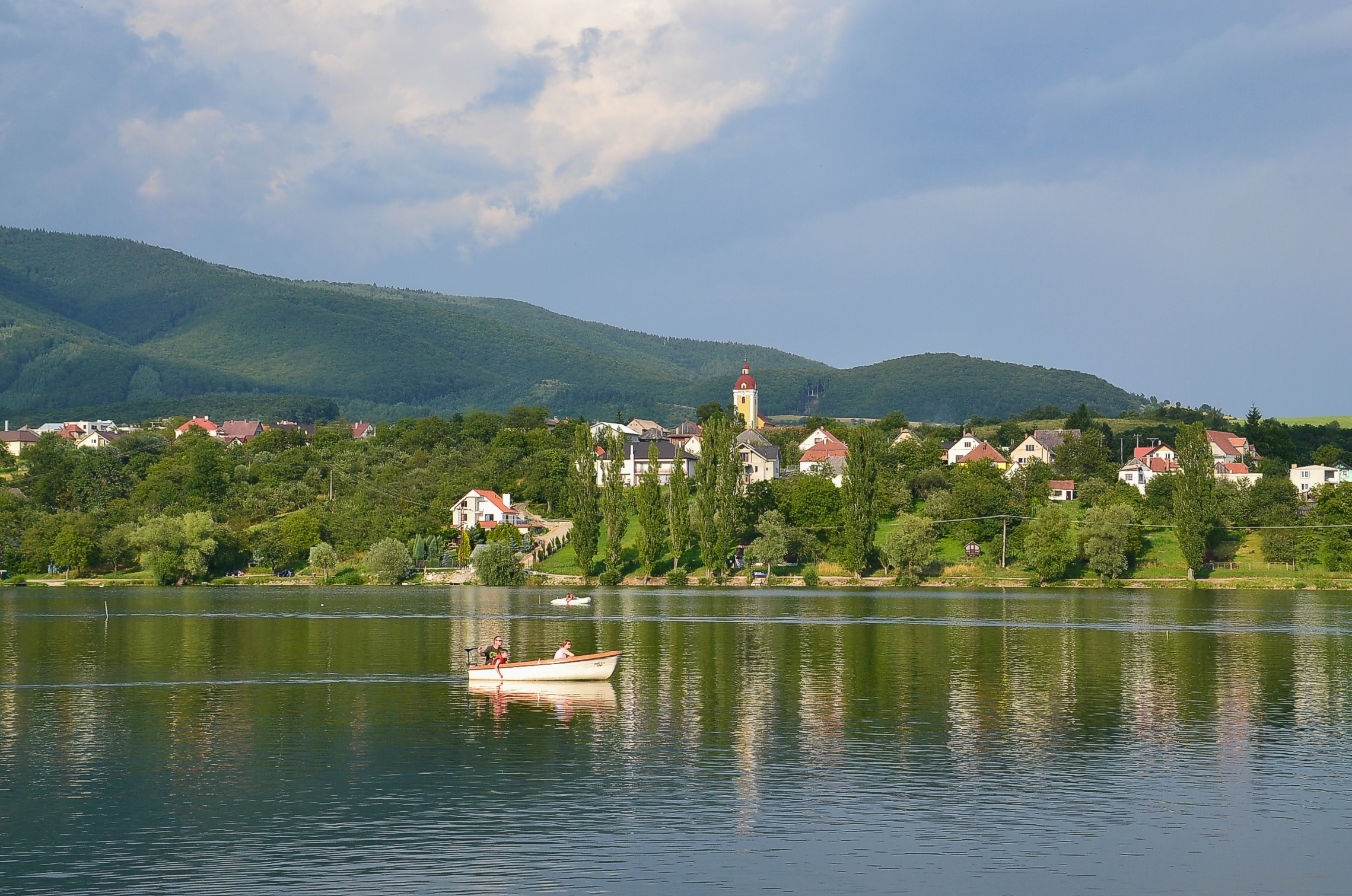
Kostolná Ves am Stausee Nitrianske Rudno

Die Gemeinde befindet sich in einem Ausläufer des Talkessels Hornonitrianska kotlina im Tal der Nitrica, die hier den Stausee Nitrianske Rudno speist. Das Ortszentrum liegt auf einer Höhe von 385 m n.m. und ist 16 Kilometer von Prievidza entfernt.
Nachbargemeinden sind Liešťany im Norden, Seč im Nordosten, Dlžín im Osten, Diviaky nad Nitricou im Süden und Nitrianske Rudno im Westen.

## Geschichte
Kostolná Ves wurde zum ersten Mal 1332–1337 als Divec Superior beziehungsweise Veghaz schriftlich erwähnt und gehörte zum Herrschaftsgebiet der Burg Neutra, später war das Dorf Besitz von Familien wie Divéky, Bossányi und Rudnay. 1553 besaß Kostolná Ves eine Mühle und sechs Porta. 1778 hatte die Ortschaft 25 Haushalte und 198 Einwohner, 1828 zählte man 44 Häuser und 308 Einwohner, die als Landwirte und Obsthändler beschäftigt waren.
Bis 1918 gehörte der im Komitat Neutra liegende Ort zum Königreich Ungarn und kam danach zur Tschechoslowakei beziehungsweise heute Slowakei.

## Bevölkerung
| Jahr                | 1994 | 2004    | 2014    | 2024     |
| ------------------- | ---- | ------- | ------- | -------- |
| Anzahl der Personen | 459  | 467     | 445     | 499      |
| Unterschied         |      | +1,74 % | −4,71 % | +12,13 % |

| Jahr                | 2023 | 2024    |
| ------------------- | ---- | ------- |
| Anzahl der Personen | 507  | 499     |
| Unterschied         |      | −1,57 % |

Nach der Volkszählung 2011 wohnten in Kostolná Ves 455 Einwohner, davon 449 Slowaken sowie jeweils ein Russe und Tscheche. Vier Einwohner machten keine Angabe zur Ethnie.
366 Einwohner bekannten sich zur römisch-katholischen Kirche, drei Einwohner zur griechisch-katholischen Kirche, jeweils zwei Einwohner zu den Zeugen Jehovas und zur Evangelischen Kirche A. B. und ein Einwohner zur orthodoxen Kirche; sieben Einwohner bekannten sich zu einer anderen Konfession. 47 Einwohner waren konfessionslos und bei 27 Einwohnern wurde die Konfession nicht ermittelt.

## Bauwerke und Denkmäler
- römisch-katholische Kirche Mariä Geburt aus dem 14. Jahrhundert, ursprünglich gotisch, später mehrmals umgestaltet